# Hipnosi de l'autopista

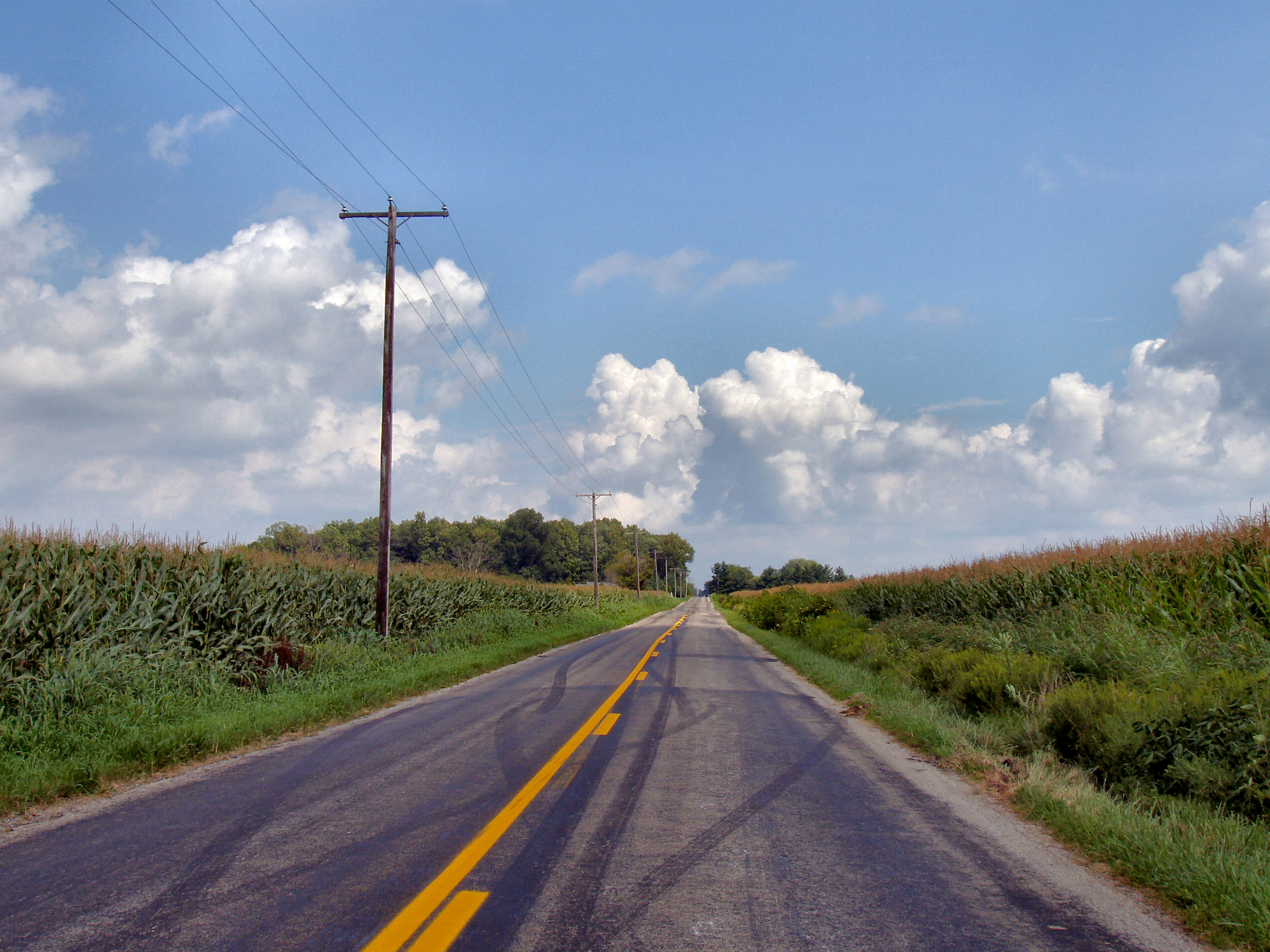
L'estat mental de la hipnosi de l'autopista pot ocórrer en carreteres com aquesta.

La hipnosi de l'autopista, també coneguda com a febre de la línia blanca, és un estat mental en el qual una persona pot conduir un camió o un altre automòbil durant llargues distàncies, reaccionant a fets externs de la manera esperada i correcta sense tenir el record d'haver-ho fet conscientment. En aquest estat, la ment conscient del conductor aparentment està totalment enfocada en una altra banda, mentre que es processen les masses d'informació necessàries per conduir amb seguretat. La hipnosi de l'autopista és una manifestació del procés comú de l'automaticitat, on les ments conscients i inconscients són capaces de concentrar-se en coses diferents.
El concepte d'"hipnosi de l'autopista" va ser descrit per primer cop en un article de l'any 1921, que mencionava el fenomen de l"hipnotisme de la carretera": la conducció en estat de trànsit mentre es mira en un punt concret. Un estudi del 1929, Dormint amb els Ulls Oberts de Walter Miles, també tractava el tema, suggerint que era possible que els conductors s'adormissin amb els ulls oberts. La idea que els accidents d'automòbil incomprensibles es podien explicar per aquest fenomen es va fer popular durant la dècada dels 50. El terme "hipnosi de l'autopista" va ser encunyat per G. W. Williams el 1963. Construït sobre les teories d'Ernest Hilgard (1986, 1992) que la hipnosi és un estat alterat de consciència, alguns creuen que la consciència pot desenvolupar una dissociació hipnòtica. En l'exemple de la hipnosi de l'autopista, un corrent de consciència està conduint el vehicle mentre l'altre corrent s'ocupa d'altres assumptes. Pot arribar a manifestar-se amnèsia per la consciència dissociada que conduïa l'automòbil.